# Lidzbark
Pour la gmina, voir Lidzbark (gmina).
Lidzbark est une ville de Pologne, située au nord du pays, dans la voïvodie de Varmie-Mazurie. Elle est le chef-lieu de la gmina de Lidzbark, dans le powiat de Działdowo.